# Buada (Wahlkreis)
Buada ist ein nauruischer Wahlkreis. Er besteht aus dem gleichnamigen Distrikt Buada. Er entsendet 2 Mitglieder ins nauruische Parlament in Yaren. Dies sind momentan Shadlog Bernicke und Jason Agir.

## Wahlresultate vom 9. Juli 2016
| Kandidat          | Stimmenwert |
| ----------------- | ----------- |
| Shadlog Bernicke  | 361,750     |
| Jason Agir        | 306,083     |
| Sean Halstead     | 271,417     |
| Linkbelt Detabene | 262,833     |

Es wurden 577 gültige und 3 ungültige Stimmen abgegeben.